# Patryk Peda
Patryk Peda (* 16. April 2002 in Zalesie Górne) ist ein polnischer Fußballspieler.

## Karriere

### Verein
In der Jugend spielte Peda zunächst für Legia Warschau. Anfang 2019 wechselte er zunächst auf Leihbasis und ab dem Sommer des Jahres fest nach Italien zur U17 von SPAL Ferrara. Dort wurde er ab der Spielzeit 2021/22 ein fester Teil der ersten Mannschaft. Sein Debüt in der Serie B gab er am 18. September 2021 bei einer 1:2-Niederlage gegen Reggina 1914. Hiernach kam er dann auch immer wieder zu einer größeren Phase an Einsätzen, spielte über weitere Strecken dann aber auch teilweise gar nicht. Nach der Spielzeit 2022/23 stieg er mit dem Team in die Serie C ab. Anschließend verpflichtete ihn im Sommer 2023 der bisherige Ligakonkurrent FC Palermo, der ihn jedoch bis zum Ende der laufenden Spielzeit 2023/24 auf Leihbasis bei SPAL beließ. Im Sommer 2024 ging Peda daraufhin nach Palermo, bestritt dort in der ersten Saisonhälfte jedoch nur drei Pflichtspiele. Im Januar 2025 verlieh ihn der Klub daraufhin für ein halbes Jahr innerhalb der Serie B an Juve Stabia.

### Nationalmannschaft
Mit der U16, der U17 und der U19 bestritt er hauptsächlich Freundschaftsspiele und nahm von 2021 bis 2022 mit der U20 an der Under 20 Elite League teil. Ab 2022 gehörte er bis zum Erreichen der Altersgrenze 2025 zum Stammpersonal der U21-Nationalmannschaft, mit der er 2025 auch an der U21-Europameisterschaft teilnahm.
Sein Debüt im Trikot der A-Nationalmannschaft gab er am 12. Oktober 2023 bei einem 2:0-Sieg über die Färöer in der Qualifikation für die Europameisterschaft 2024, wo er auch in der Startelf stand. Danach folgten noch zwei weitere Einsätze in der Qualifikation, für die abschließenden Playoffs wurde er jedoch nicht nominiert.